# Pilatovići
Pilatovići (cyr. Пилатовићи) – wieś w Serbii, w okręgu zlatiborskim, w gminie Požega. W 2011 roku liczyła 707 mieszkańców.